# Sommer-Paralympics 2016/Teilnehmer (Gabun)
| stlisierte Goldmedaille | stlisierte Silbermedaille | stlisierte Bronzemedaille |
| ----------------------- | ------------------------- | ------------------------- |
| —                       | —                         | —                         |

Gabun entsandt einen Athleten zu den Paralympischen Sommerspielen 2016 in Rio de Janeiro, den Leichtathleten Edmond Ngombi. Dieser trat im 100m-T54-Lauf an und schied nach der Vorrunde aus. Er konnte entsprechend keine Medaille gewinnen.

## Teilnehmer nach Sportart

### Leichtathletik
| Männer        |          |           |   |   |   |               |               |               |
| Edmond Ngombi | 100m T54 | 18,79 sek | 6 | - | - | ausgeschieden | ausgeschieden | ausgeschieden |